# Campionato europeo di baseball 1987
Il campionato europeo di baseball 1987 è stato la ventesima edizione del campionato continentale. Si svolse a Barcellona e Sant Boi de Llobregat, in Spagna, dal 17 al 26 luglio, e fu vinto dai Paesi Bassi, alla loro tredicesima affermazione in ambito europeo.

## Squadre partecipanti
- Belgio
- Francia
- Germania Ovest
- Italia

- Paesi Bassi
- Spagna
- Svezia

## Risultati

### Gruppo A
|    | Team        | V - P | Pf - Ps | %     |
| -- | ----------- | ----- | ------- | ----- |
| 1. | Paesi Bassi | 3 - 0 | 60 - 1  | 1.000 |
| 2. | Spagna      | 2 - 1 | 22 – 25 | 0.667 |
| 3. | Svezia      | 1 - 2 | 28 - 32 | 0.333 |
| 4. | Francia     | 0 - 3 | 15 – 67 | 0.000 |

| 1987 | Spagna | 0 – 22 | Paesi Bassi |  |

| 1987 | Francia | 0 – 27 | Paesi Bassi |  |

| 1987 | Spagna | 9 – 0 | Svezia |  |

| 1987 | Paesi Bassi | 11 – 1 | Svezia |  |

| 1987 | Francia | 12 – 27 | Svezia |  |

| 1987 | Francia | 13 – 3 | Svezia |  |

### Gruppo B
|    | Team           | V - P | Pf - Ps | %     |
| -- | -------------- | ----- | ------- | ----- |
| 1. | Italia         | 2 - 0 | 52 - 2  | 1.000 |
| 2. | Belgio         | 1 - 1 | 16 – 42 | 0.500 |
| 3. | Germania Ovest | 0 - 2 | 1 - 25  | 0.000 |

| 1987 | Germania Ovest | 0 – 11 | Italia |  |

| 1987 | Belgio | 2 – 41 | Italia |  |

| 1987 | Belgio | 14 – 1 | Germania Ovest |  |

### Girone 1º/4º posto
|    | Team        | V - P | Pf - Ps | %     |
| -- | ----------- | ----- | ------- | ----- |
| 1. | Paesi Bassi | 3 - 0 | 48 – 10 | 1.000 |
| 2. | Italia      | 2 - 1 | 54 – 11 | 0.667 |
| 3. | Spagna      | 1 - 2 | 6 – 31  | 0.333 |
| 4. | Belgio      | 0 - 3 | 8 – 64  | 0.000 |

| 1987 | Belgio | 2 – 4 | Spagna |  |

| 1987 | Spagna | 2 – 7 | Italia |  |

| 1987 | Belgio | 4 – 19 | Paesi Bassi |  |

| 1987 | Italia | 6 – 7 | Paesi Bassi |  |

### Girone 5º/7º posto
|    | Team           | V - P | Pf - Ps | %     |
| -- | -------------- | ----- | ------- | ----- |
| 1. | Svezia         | 3 - 1 | 65 – 30 | 0.750 |
| 2. | Francia        | 2 - 2 | 38 – 51 | 0.500 |
| 3. | Germania Ovest | 1 - 3 | 14 – 36 | 0.250 |

| 1987 | Germania Ovest | 0 – 11 | Svezia |  |

| 1987 | Francia | 3 – 5 | Germania Ovest |  |

| 1987 | Germania Ovest | 3 – 14 | Svezia |  |

| 1987 | Francia | 8 – 6 | Germania Ovest |  |

| 1987 | Francia | 15 – 13 | Svezia |  |

### Finale 3º/4º posto
| 1987 | Belgio | 4 – 1 | Spagna |  |

| 1987 | Belgio | 7 – 1 | Spagna |  |

| 1987 | Spagna | 12 – 1 | Belgio |  |

| 1987 | Spagna | 12 – 6 | Belgio |  |

### Finale 1º/2º posto
| 1987 | Italia | 4 – 7 | Paesi Bassi |  |

| 1987 | Paesi Bassi | 4 – 13 | Italia |  |

| 1987 | Italia | 5 – 4 | Paesi Bassi |  |

| 1987 | Paesi Bassi | 16 – 1 | Italia |  |

## Classifica finale
| Campione d'Europa | Campione d'Europa | Campione d'Europa |
| ----------------- | ----------------- | ----------------- |
| Paesi Bassi       |                   |                   |
| Argento           | Italia            |                   |
| Bronzo            | Spagna            |                   |
| 4.                | Belgio            |                   |
| 5.                | Svezia            |                   |
| 6.                | Francia           |                   |
| 7.                | Germania Ovest    |                   |